# NBC Nightly News
NBC Nightly News is een dagelijkse nieuwsprogramma voor NBC news en wordt uitgezonden vanuit het Comcast Building, Rockefeller Center in New York. Sinds 2 juni 2025, het programma wordt gepresenteerd door Tom Llamas, zaterdag door José Díaz-Balart en zondag door Hallie Jackson. Het programma wordt uitgezonden vanuit studio 1A, dat gekoppeld is aan de redactie. Het programma wordt uitgezonden op weekdagen van 6:30 tot 07:00 p.m. EST. Anno 2025 is het NBC Nightly News het de op één na best gekeken nieuwsprogramma in de Verenigde Staten. Op 10 februari 2015 werd bekendgemaakt dat Brian Williams voor zes maanden was geschorst door zijn werkgever . In juni 2015 werd bekendgemaakt dat Brian Williams was overgeplaatst naar MSNBC en dat Lester Holt de nieuwe presentator was van NBC Nightly News, en bleef 10 jaar lang presentator, totdat Tom Llamas hem in 2025 verving.

## Nieuwslezers

### Maandag tot en met vrijdag
- David Brinkley (Co-Anchor)(1970-1971,1976-1979)
- Frank McGee (Co-Anchor) (1970-1971)
- John Chancellor (1970-1982)
- Tom Brokaw (1982-2004)
- Brian Williams (2004-2015)
- Lester Holt (10 februari 2015-30 mei 2025)
- Tom Llamas (2 juni 2025-heden)

### Weekend
- José Díaz-Balart (2016-heden , zaterdagen)
- Hallie Jackson (2024-heden , zondagen)

#### Voormalige nieuwslezers in het weekend
- Garrick Utley (1971-1973 Zaterdagen) ,(1984-1986 en 1987-1989 Zondagen)
- Tom Brokaw (1973-1976 Zaterdagen)
- Floyd Kalber (1973-1975 Zondagen)
- Tom Snyder (1975-1976 Zondagen)
- Cassie Mackin (1976-1977 Zondagen)
- John Hart (Zaterdagen, 1976-1977; Zondagen, 1977-1980)
- Jessica Savitch (Zaterdagen, 1977-1983)
- Jane Pauley (Zondagen, 1980-1982)
- Connie Chung (Zaterdagen, 1983-1984)
- Chris Wallace (Zondagen, 1982-1984, 1986-1987)
- Bob Jamieson (Zaterdagen, 1984-1987)
- John Palmer (Zaterdagen, 1987-1990)
- Maria Shriver (Zondagen, 1987-1993)
- Mary Alice Williams (Zaterdagen, 1990-1993)
- Brian Williams (Weekend, 1993-1999)
- John Seigenthaler (Weekends, 1999-2007)
- Lester Holt (2007-2015)
- Kate Snow (2015-2024 , zondagen)

## Correspondenten

### Nationale correspondenten
- Miguel Almaguer – Los Angeles
- Ron Allen – New York (stad)
- Tom Costello – Washington, D.C.
- Joe Fryer – Los Angeles
- Stephanie Gosk – New York (stad)
- Kerry Sanders – Miami
- Janet Shamlian – Houston
- Kate Snow – New York (stad) (ook invallend anchor)
- Mike Taibbi – Los Angeles
- Katy Tur – New York (stad)
- John Yang – Chicago
- Ron Mott (Atlanta)
- Michael Okwu (Los Angeles)
- Mark Potter (Miami)
- Jeff Rossen (New York)
- Kerry Sanders (Miami)
- Janet Shamlian (Houston)
- Mike Taibbi (New York)
- Kevin Tibbles (Chicago)
- Mike Viqueira (Washington)
- John Yang (Washington)

### Internationale correspondenten
- Richard Engel – chief foreign correspondent
- Jim Maceda – Londen
- Ayman Mohyeldin – Caïro
- Keith Miller – senior foreign correspondent
- Bill Neely – chief global correspondent
- Keir Simmons – London

## Gespecialiseerde correspondenten voor NBC Nightly News
- Lisa Bloom – Verslaggeefster voor Justitiële zaken
- Tom Brokaw – speciale correspondent
- Madelyn Fernstrom – Gezondheid
- Savannah Guthrie – hoofd correspondent voor Justitiële zaken (ook co-anchor Today)
- Jenna Bush Hager – speciale correspondent
- Michael Isikoff – verslaggever voor onderzoeken
- Cynthia McFadden – senior Verslaggeefster voor Justitiële zaken en onderzoeken
- Al Roker – Weer
- Maria Shriver – Speciale presentator , vrouwenzaken
- Dr. Nancy Snyderman – Medisch correspondent
- Anne Thompson – Verslaggeefster voor landbouw
- Meredith Vieira – speciale correspondent

### Politieke correspondenten
- Peter Alexander – Verslaggever voor het White House
- Chris Jansing – senior verslaggever voor het witte huis
- Jim Miklaszewski – Verslaggever voor het Pentagon
- Andrea Mitchell – hoofd voor buitenlandse zaken
- Kelly O'Donnell – Verslaggeefster voor Capitol Hill
- Luke Russert – Politiek verslaggever
- Chuck Todd –Politiek verslaggever (alsmede presentator van Meet the Press)
- Kristen Welker – verslaggever voor het witte huis
- Pete Williams – hoofd van justitieel verslaggeving

### Weekendpresentator
- Lester Holt (Nightly News Weekend Edition/Today Weekend Edition)

### Gastpresentatoren
- Ann Curry
- Amy Robach
- Carl Quintanilla
- Natalie Morales